# Ф
Ф (minuskule ф) je písmeno cyrilice.
V latince písmenu Ф odpovídá písmeno F (f), v řeckém písmu v moderní řečtině mu odpovídá písmeno Φ (ϕ).
V hlaholici písmenu Ф odpovídá písmeno Ⱇ.